# Becky Lynch
Rebecca Quin, meglio conosciuta con il ring name Becky Lynch (Limerick, 30 gennaio 1987), è una wrestler irlandese naturalizzata statunitense.
In WWE ha detenuto quattro volte lo SmackDown Women's Championship, due volte il Raw Women's Championship, una volta l'NXT Women's Championship e due volte il Women's Tag Team Championship insieme a Lita e Lyra Valkyria; ha inoltre vinto l'edizione 2019 del Women's Royal Rumble match.
Nel 2019 i lettori di Pro Wrestling Illustrated e del Wrestling Observer Newsletter l'hanno votata Woman of the Year.

## Biografia
Nata a Limerick il 30 gennaio 1987, cresce nel sobborgo dublinese di Baldoyle. Vive un'infanzia complicata, infatti i suoi genitori si separarono quando lei aveva solo un anno. Inizia a seguire il wrestling professionistico fin dalla giovane età con suo fratello, Richy, che in seguito ha lottato con il ring name di Gonzo de Mondo. Da piccola, ha praticato equitazione, nuoto e basket.
Ha frequentato l'University College di Dublino per studiare filosofia, storia e politica, dichiarando però che "lo odiava davvero" e si è ritirata. Aveva in programma di tornare al college per studiare la salute e gli studi sull'esercizio fisico, ma nello stesso periodo iniziò a percorrere una brutta strada tra alcool e marijuana. Grazie al wrestling riuscì fortunatamente ad uscire dalla situazione prima che diventasse preoccupante.
Durante il suo periodo lontano dal wrestling, lavorò come attrice partecipando a numerosi spettacoli tra il 2011 e il 2012. Conseguì la laurea in recitazione alla Dublin Institute of Technology, dove scrisse una tesi sui clown. Frequentò poi il Columbia College di Chicago e la Gaiety School of Acting. Lavorò inoltre come assistente di volo con l'Aer Lingus per due anni e mezzo.

## Carriera

### Gli esordi (2002–2005)
Nel giugno 2002, frequentò insieme al fratello la scuola di wrestling presieduta da Fergal Devitt e Paul Tracey, mentendo sulla sua età (affermò di avere 17 anni invece di 15) per poter essere ammessa. Esordì sul ring cinque mesi dopo. Successivamente continuò l'allenamento presso la NWA UK Hammerlock con il ring name Rebecca Knox.

### Circuito indipendente (2005–2006)
Nel maggio del 2005 si unì alla federazione canadese SuperGirls Wrestling, un ramo tutto al femminile della Extreme Canadian Championship Wrestling. ed ebbe subito una faida con Miss Chevius che sconfisse nel loro primo match, ma perse nello show successivo un mese dopo. La notte seguente a Vancouver, insieme a Calum Macbeth sconfisse la Miss Chevius e Tony Tisoy in un mixed tag team match. Il 24 giugno, batté la Miss Chevius e conquistò il SuperGirls Championship. Difese con successo il titolo in diverse occasioni prima di perderlo contro Lisa Moretti il 25 aprile 2006.
Alla fine del 2005, partecipò al terzo torneo ChickFight della All Pro Wrestling ad Hayward, in California; Eliminò Morgan nel primo turno, ma fu eliminata da Mariko Yoshida, che alla fine, vinse il torneo. Successivamente, vinse una 18-mixed battle royal Tokyo.
Iniziò a lavorare per la Shimmer Women Athletes all'inizio del 2006 e nel suo match di debutto, batté da heel, Allison Danger fingendo un infortunio. In seguito, iniziò una faida con Daizee Haze; Knox perse il primo match ma vinse nel successivo two-out-of-three falls.
Il 4 giugno 2006, a FSF Evening Of Champions, sconfisse Sweet Saraya e vinse il vacante World Queens of Chaos Championship. Perse il titolo il 23 settembre ad un evento della WAW.
Nel settembre 2006, durante un evento in Germania, subì un serio trauma cranico, in seguito alla quale affermò di essere stata "affetta da mal di testa estremamente dolorosi, forte ronzio all'orecchio sinistro e problemi di vista", e le fu anche diagnosticato un possibile danno all'ottavo nervo cranico. Di conseguenza, l'Iron Woman match di 60 minuti contro Haze a Shimmer volume 7, fu annullato.
Dopo la diagnosi, stette lontana dal ring per oltre sei anni, lottando solo in tre occasioni per la federazione irlandese Fight Factory Pro Wrestling nel 2008, 2012 e 2013. Apparve come manager in Shimmer nel 2011, gestendo Saraya e Britani Knight per quattro show.

### WWE (2013–2024)

#### NXT(2013–2015)

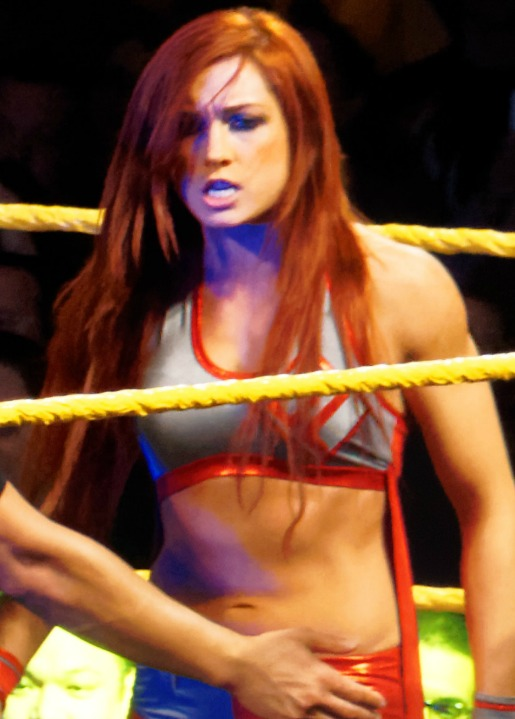
Becky Lynch nel 2015

L'8 aprile 2013, firmò un contratto con la WWE e venne mandata nel roster di sviluppo di NXT con il ring name Becky Lynch. Tra la fine del 2013 e la metà del 2014, lottò principalmente negli house show. Nella puntata di NXT del 26 giugno 2014, debuttò in televisivo come face, dove sconfisse Summer Rae. Dopo una serie di sconfitte, nella puntata di NXT del 23 ottobre, intervenne alla fine del match tra Sasha Banks e Bayley, dove finse di soccorrere quest'ultima, ma si alleò con Banks, compiendo un turn heel. Nella puntata di NXT del 6 novembre, Lynch e Banks sconfissero Bayley e Charlotte.
L'11 febbraio, a NXT TakeOver: Rival, partecipò ad un Fatal 4-Way match che vedeva coinvolte, oltre alla campionessa Charlotte e a Becky, anche Bayley e Sasha Banks, per l'NXT Women's Championship, ma il match fu vinto da Banks. Nella puntata di NXT del 22 aprile, Becky vinse un Triple Threat match per determinare la sfidante al titolo, battendo Bayley e Charlotte. Nella puntata di NXT del 6 maggio, Becky effettuò un turn face quando fu attaccata da Sasha Banks durante la firma del contratto per il loro match titolato. Il 20 maggio, a NXT TakeOver: Unstoppable, fu sconfitta da Banks, fallendo l'assalto all'NXT Women's Championship. Lottò il suo ultimo match a NXT, dove perse un fatal 4-way match contro Charlotte, Dana Brooke e la vincitrice Emma.

#### Main roster e varie faide (2015–2016)

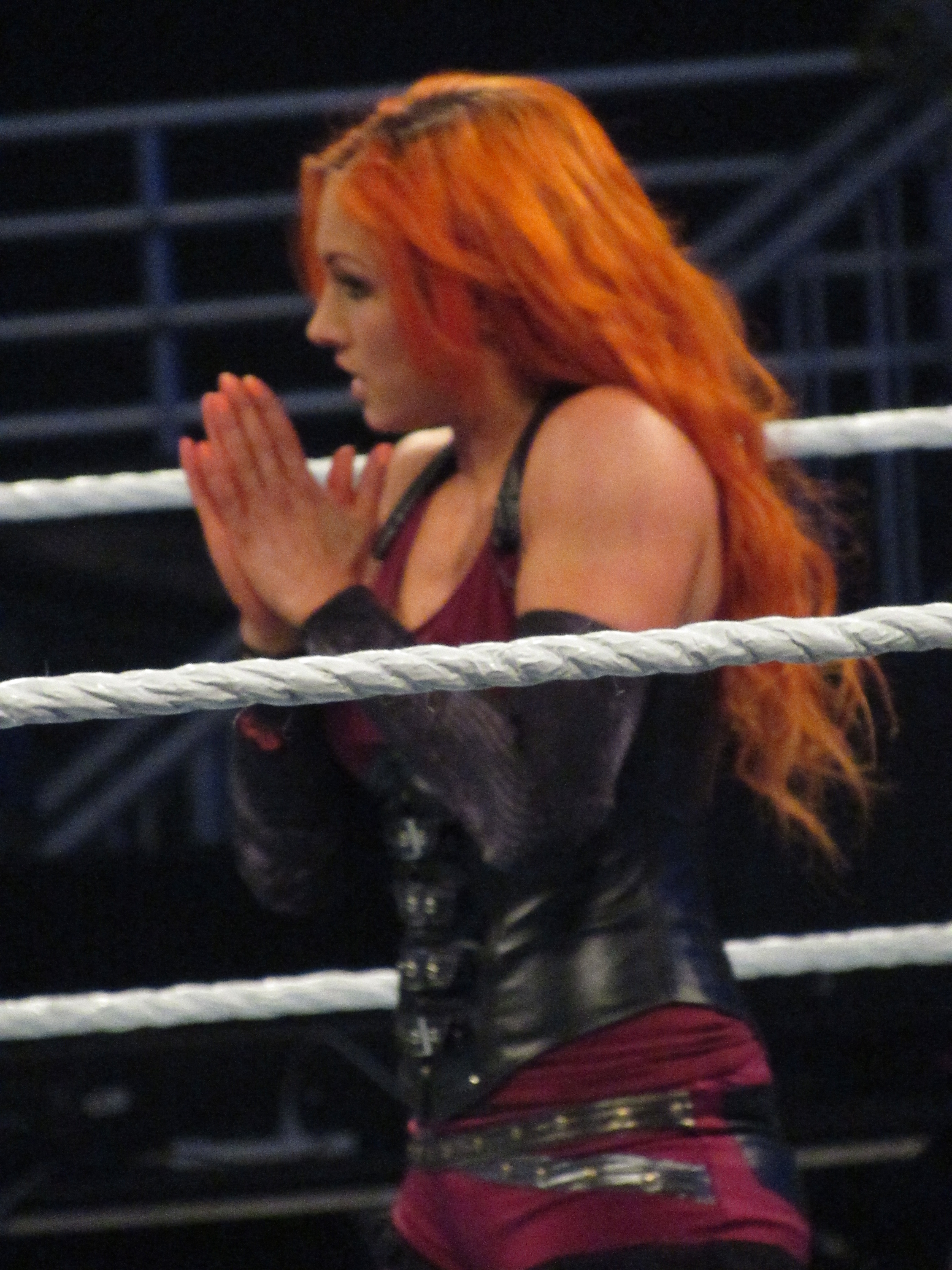
Becky Lynch nel 2016

Debuttò nel main roster nella puntata di Raw del 13 luglio 2015 insieme a Charlotte e Sasha Banks, dopo che Stephanie McMahon affermò di voler rivoluzionare la divisione femminile; mentre Lynch e Charlotte si allearono con Paige e formarono il Team PCB, Banks si alleò con Tamina e Naomi formando il Team B.A.D., partecipando alla rissa che è scaturita tra i tre team, stabilendosi come face. Nella puntata di Raw del 20 luglio, Lynch e Paige furono sconfitte da Naomi e Sasha Banks. Dopo diverse settimane di match tra i vari componenti dei team, il 23 agosto, a SummerSlam, il Team PCB prese parte ad un Triple threat elimination tag team match schienando per ultimo il Team Bella (Alicia Fox, Bie e Nikki Bella). Il 3 ottobre, a WWE Live from Madison Square Garden, il Team PCB fu sconfitto nuovamente dal Team Bella. Nella puntata di Raw del 26 ottobre, il Team PCB fu sconfitto dal Team Bella e a fine match, Paige abbandonò il gruppo e di conseguenza, iniziarono i primi malumori all'interno della squadra.
Nella puntata di Raw del 2 novembre, partecipò ad un Fatal 4-Way match per determinare la sfidante al WWE Divas Championship di Nikki Bella che includeva anche Charlotte, Sasha Banks e Paige, ma fu vinto da quest'ultima. Quando sembrava che all'interno del Team PCB fosse tornata la pace, nella puntata di Raw del 4 gennaio 2016, Becky sconfisse la WWE Divas Champion Charlotte in un match non titolato, a fine match venne attaccata dalla campionessa, concludendo la loro alleanza. Nella puntata di SmackDown del 7 gennaio, ebbe l'opportunità di vincere il Divas Championship, ma grazie alle interferenze di Ric Flair, Charlotte, riuscì a mantenere il titolo. A Royal Rumble, Charlotte mantenne nuovamente il titolo grazie al padre. Nella puntata di Raw del 29 febbraio, il match tra Becky e Sasha Banks, per determinare la sfidante al Divas Championship, finì con un doppio schienamento e anche nel rematch del successivo SmackDown non ci fu una vincitrice a causa dell'intervento della campionessa che colpì entrambe le contendenti. Venne così deciso che la campionessa dovrà conquistare il WWE Women's Championship, il nuovo titolo femminile (con il conseguente ritiro del Divas Championship), in un Triple Threat match contro Becky e Sasha a WrestleMania 32, match vinto da Charlotte.
Successivamente si alleò con Natalya, ma a Money in the Bank, dopo aver perso un tag team match contro Charlotte e Dana Brooke, Natalya attaccò Lynch, sancendola fine della loro alleanza..

#### SmackDown Women's Champion (2016–2017)

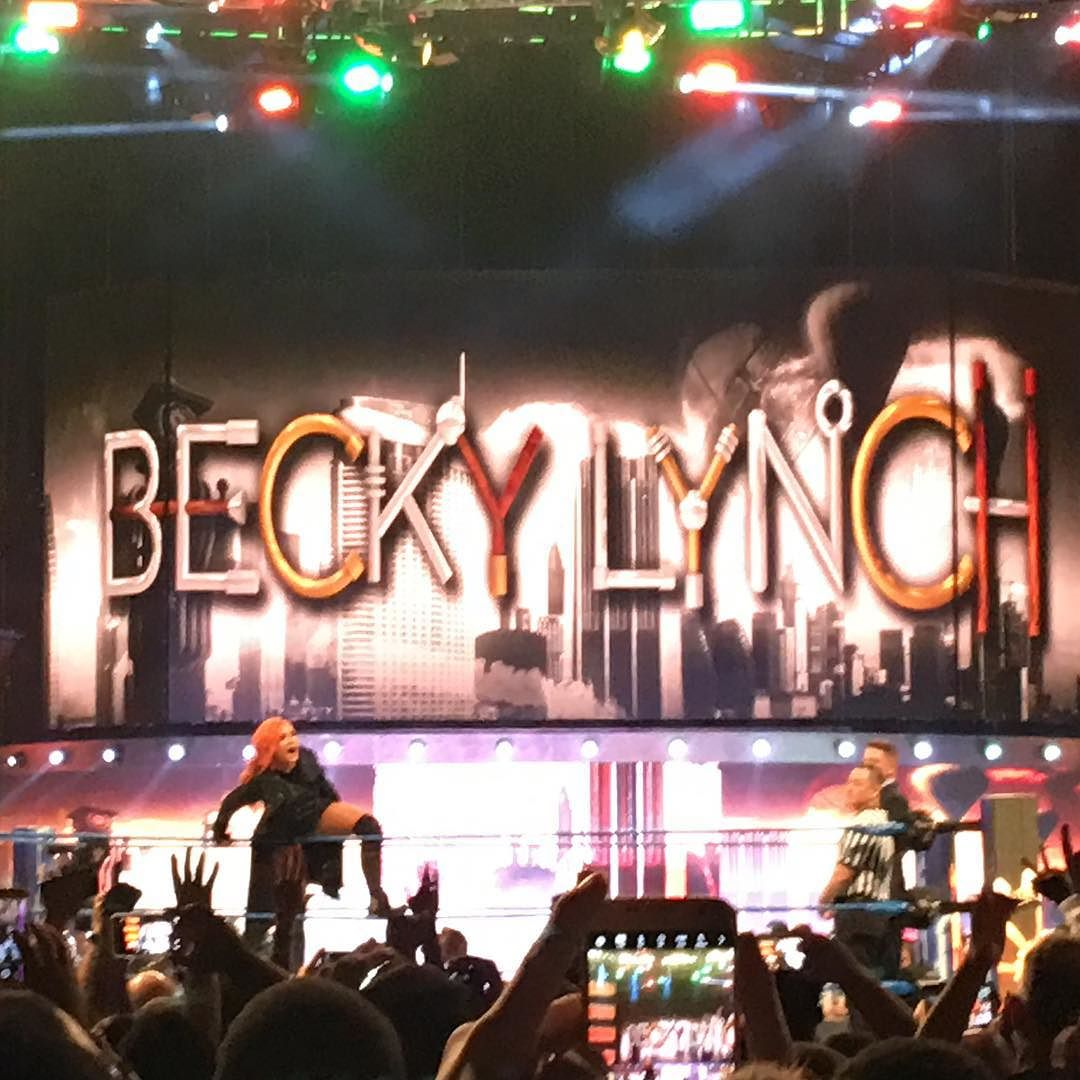
Becky Lynch nel 2017

Con la Draft Lottery avvenuta nella puntata di SmackDown del 19 luglio, fu trasferita nel roster di SmackDown. Nella puntata di SmackDown del 23 agosto, il Commissioner Shane McMahon e il General Manager Daniel Bryan annunciarono l'introduzione del WWE SmackDown Women's Championship, la cui prima campionessa verrà incoronata in un Six-Pack Challenge Elimination match tra Lynch, Carmella, Naomi, Natalya, Nikki Bella e Alexa Bliss a Backlash, match che riuscì a vincere, eliminando per ultima Carmella, laureandosi SmackDown Women's Champion. Il 20 novembre, alle Survivor Series, prese parte al 5-on-5 Traditional Survivor Series Women's Elimination match come parte del Team SmackDown contro il Team Raw, ma la vittoria, andò a quest'ultimo team quando Lynch fu eliminata per ultima da Bayley. Il 4 dicembre, a TLC: Tables, Ladders & Chairs, perse il titolo contro Alexa Bliss in un Tables match dopo 84 giorni di regno. Nella puntata di SmackDown del 13 dicembre, non riuscì a riprendersi il titolo, dopo aver battuto Bliss per count out. La settimana successiva, si mascherò e sotto la misteriosa identità de "La Luchadora", vinse in un match non titolato contro la campionessa, ma nel rematch titolato (uno Steel Cage match), non riuscì a vincere il titolo, a causa dell'interferenza di una nuova "Luchadora", che si scoprirà essere Mickie James, nuova alleata di Alexa Bliss.
Il 21 febbraio, a causa di un infortunio, Naomi fu costretta a rendere vacante il WWE SmackDown Women's Championship (che vinse contro Bliss a Elimination Chamber) e poco dopo fu sancito un match tra Lynch e Bliss per il titolo, che fu vinto da quest'ultima. Il 2 aprile, a WrestleMania 33, partecipò ad un Six-Pack Challenge match per il WWE SmackDown Women's Championship che includeva anche la campionessa Alexa Bliss, Carmella, Mickie James, Naomi e Natalya, ma fu Naomi a trionfare.

#### Opportunità titolate (2017–2018)

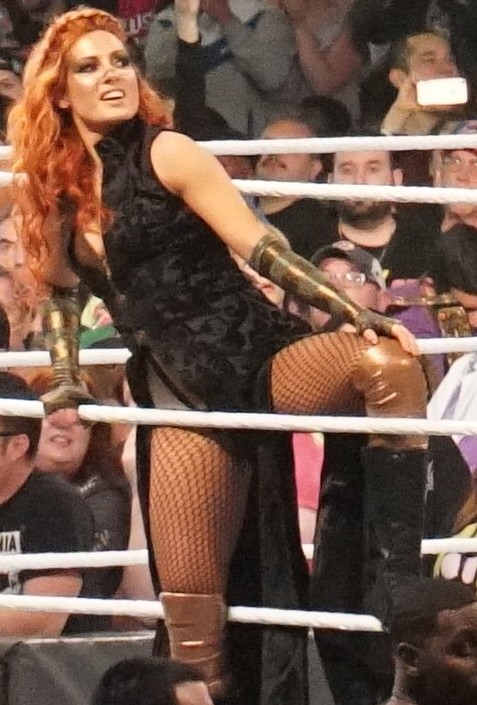
Becky Lynch nel 2018

Il 18 giugno, a Money in the Bank, partecipò al primo Women's Money in the Bank ladder match femminile assieme a Carmella, Charlotte Flair, Natalya e Tamina, ma il match fu vinto da Carmella grazie all'intervento di James Ellsworth. Nel successivo SmackDown, il General Manager Daniel Bryan annullò il match, visto che fu Ellsworth a staccare la valigetta e passarla a Carmella e nella stessa sera si disputò un nuovo ladder match con le stesse partecipanti, ma anche in questa occasione fu vinto da Carmella.
Il 23 luglio, a Battleground, partecipò ad Fatal 5-Way Elimination match che includeva anche Charlotte Flair, Lana, Natalya e Tamina per determinare la sfidante al WWE SmackDown Women's Championship di Naomi per SummerSlam ma, dopo aver eliminato Lana e Tamina, fu eliminata da Natalya, vincitrice del match. Ci riprovò nella puntata di SmackDown del 19 settembre, dove partecipò ad un Fatal 4-Way match che comprendeva anche Charlotte Flair, Naomi e Tamina per determinare la sfidante della nuova campionessa Natalya, ma il match fu vinto da Charlotte. Vinse poi un Fatal 5-Way match che includeva anche Carmella, Charlotte Flair, Naomi e Tamina, venendo nominata capitano del Team femminile di SmackDown per le Survivor Series
Il 28 gennaio, a Royal Rumble, partecipò all'omonimo match femminile entrando col numero 2, ma fu eliminata da Ruby Riott. L'8 aprile, nel kick-off di WrestleMania 34, prese parte alla prima edizione della WrestleMania Women's Battle Royal, ma fu eliminata da Mickie James. Nella puntata di SmackDown del 15 maggio, sconfisse Mandy Rose e Sonya Deville, qualificandosi per il Money in the Bank Ladder match, che si svolse il 17 giugno nel pay-per-view omonimo, dove partecipò insieme ad Alexa Bliss, Charlotte Flair, Ember Moon, Lana, Naomi, Natalya e Sasha Banks, ma il match fu vinto dalla prima.

#### Ascesa al vertice (2018–2019)

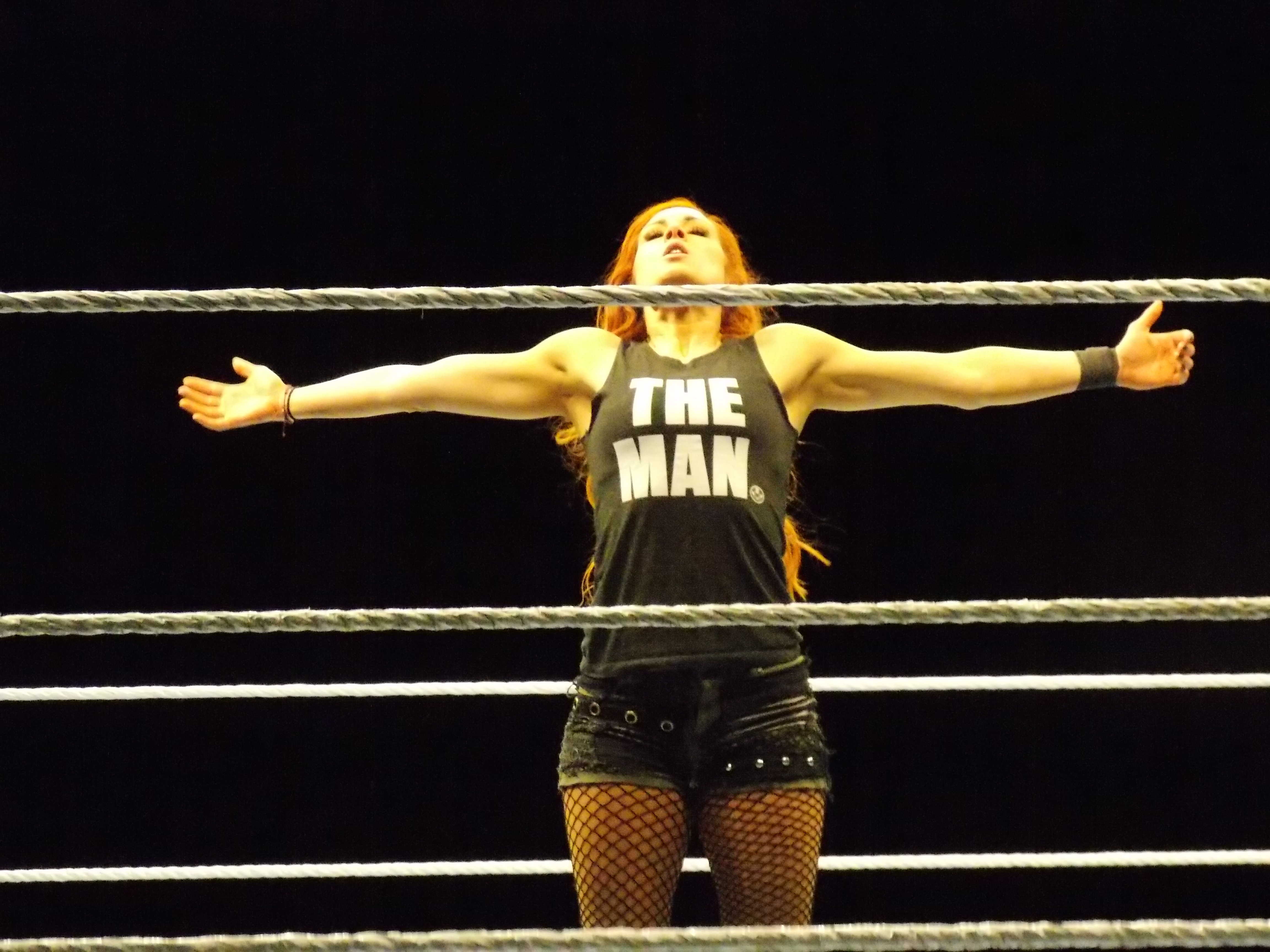
Becky Lynch nel 2019

Il 19 agosto, a SummerSlam, partecipò ad un Triple Threat match per il WWE SmackDown Women's Championship contro la campionessa Carmella e Charlotte Flair, ma fu quest'ultima a vincere il titolo; al termine dell'incontro, Lynch attaccò brutalmente Charlotte, effettuando un turn heel, venendo però acclamata a gran voce dal pubblico sia per tutto il resto del pay-per-view, che durante le successive puntate di SmackDown. Il 16 settembre, a Hell in a Cell, batté Flair, conquistando così il WWE SmackDown Women's Championship per la seconda volta. La faida proseguì a Super Show-Down, dove perse per squalifica, ma mantenne comunque il titolo. Il 9 ottobre, a SmackDown il single match tra le due finì in un doppio count out dopo che Charlotte Flair la colpì con una spear contro lo stage. Il 28 ottobre, a Evolution, nell'ennesimo rematch, difese il titolo con successo, sconfiggendo la sua avversaria nel primo Last Woman Standing match nella storia. Il match fu accolto da critiche entusiastiche dai fan e dall critica che lo definì il miglior match femminile della storia della WWE, nonché il miglior match del 2018. In seguito a questa vittoria, iniziò ad apostrofarsi "The Man", riferendosi al fatto di essere la persona da battere. La sera stessa fu sancito un champion vs. champion tra Lynch e la campionessa di Raw, Ronda Rousey, per le Survivor Series. Nella puntata di Raw del 12 novembre, guidò l'assalto al roster femminile di Raw, prima attaccando Ronda Rousey nel backstage con la sua Dis-arm-her e successivamente sul ring con delle sediate; nello scontro, fu colpita shoot da Nia Jax, riportando una commozione cerebrale e un taglio nella regione oculare, riuscendo comunque a concludere il segmento; ciò la costrinse a rinunciare al match contro Rousey e il 13 novembre a SmackDown, scelse Charlotte come sua sostituta, abbracciandola nonostante la loro precedente rivalità. Il 27 novembre, dopo un duro confronto con Charlotte, la general manager Paige sancì il primo TLC match femminile della storia con il titolo in palio; in seguito alla protesta di alcune colleghe, Paige stabilisce che la vincente di una battle royal includente le atlete di SmackDown, si sarebbe aggiunta al TLC match, rendendolo un Triple Threat TLC match; la battle royal viene vinta da Asuka, sancendo così l'incontro per TLC: Tables, Ladders & Chairs. Il 16 dicembre, nel main event di TLC, fu Asuka a trionfare, a causa dell'interferenza di Ronda Rousey.
Nella puntata dell'8 gennaio, partecipa ad un triple threat match comprendente Charlotte Flair e Carmella valevole per determinare la sfidante di Asuka a Royal Rumble, vincendolo sottomettendo Carmella con la "Dis-arm-her", ma all'evento non riuscì a vincere il titolo. La stessa sera, entrò nel royal rumble match femminile con il numero 28 e dopo aver eliminato Nia Jax, rimase insieme alla rivale Charlotte a contendersi la vittoria, venne attaccata da Jax che la infortunò ad un ginocchio (kayfabe); nonostante il match precedente e l'infortunio, riescì comunque a vincere la contesa eliminando Charlotte venendo acclamata a gran voce dal pubblico. Il giorno dopo la vittoria, si presenta a Raw lanciando l'attesa sfida a Ronda Rousey a WrestleMania 35. Il giorno seguente a SmackDown, dopo una violenta rissa con Charlotte, la quale la colpisce al ginocchio infortunato, si rifiuta di sottoporsi alle dovute visite e Raw del 4 febbraio, Stephanie McMahon le impone di farsi visitare il ginocchio, minacciandola di sospensione; Lynch rifiuta e fu sospesa fino a data da destinarsi, innescando l'ira dell'irlandese che si liberò della sicurezza e poi attaccò la stessa Stephanie, che la colpì al ginocchio infortunato, per poi dileguarsi nel backstage. Dopo aver attaccato Charlotte e schiaffeggiato Triple H, nonostante la sospensione, fu invitata a scusarsi con Stephanie e Triple H per le azioni della settimana precedente, pena la cancellazione del suo match titolato a WrestleMania; seppur riluttante, porge le scuse, ma Vince McMahon non le accettò e la sospese per 60 giorni, escludendola da WrestleMania e sostituendola con Charlotte. Dopo di settimane di attacchi, Rousey, non avendo più il match contro Lynch, lasciò il titolo al centro ring (rendendolo apparentemente vacante). Poco dopo, Lynch viene reintegrata e invitata da Stephanie McMahon nella successiva puntata di Raw, dove venne sancito un match titolato per Fastlane tra l'irlandese e Charlotte, a condizione che la prima firmi una liberatoria, che esoneri la federazione in caso di problemi al ginocchio infortunato (kayfabe); tuttavia, dopo firma, tornò Ronda Rousey che reclamò il suo titolo e Stephanie modificò la stipulazione del match di Fastlane, con la clausola che se Becky avesse battuto Charlotte, sarebbe stata aggiunta al match titolato di WrestleMania trasformandolo in un triple threat; dopo l'annuncio, Rousey attaccò brutalmente Lynch, intrappolandola per tre volte nella sua armbar. Il giorno seguente a SmackDown ebbe confronto verbale con Charlotte, che l'attaccò ancora al ginocchio; tuttavia riescì a contrattaccare con la stampella intrappolandola nella dis-arm-her. Nel corso del match di Fastlane, subì l'offensiva di Flair, ma poco dopo intervenne Rousey, che colpì Lynch, causando la squalifica di Flair, qualificandola per il match di WrestleMania. Il 26 marzo a SmackDown, Flair vinse lo SmackDown Women's Championship battendo la campionessa Asuka e nella successiva puntata di Raw Stephanie McMahon annunciò che il match di WrestleMania sarà valido per entrambi i titoli.
Il 7 aprile, nel main event di WrestleMania 35, schienò Rousey e vinse sia il WWE Raw Women's Championship, che lo SmackDown Women's Championship.

#### Raw Women's Champion (2019–2020)

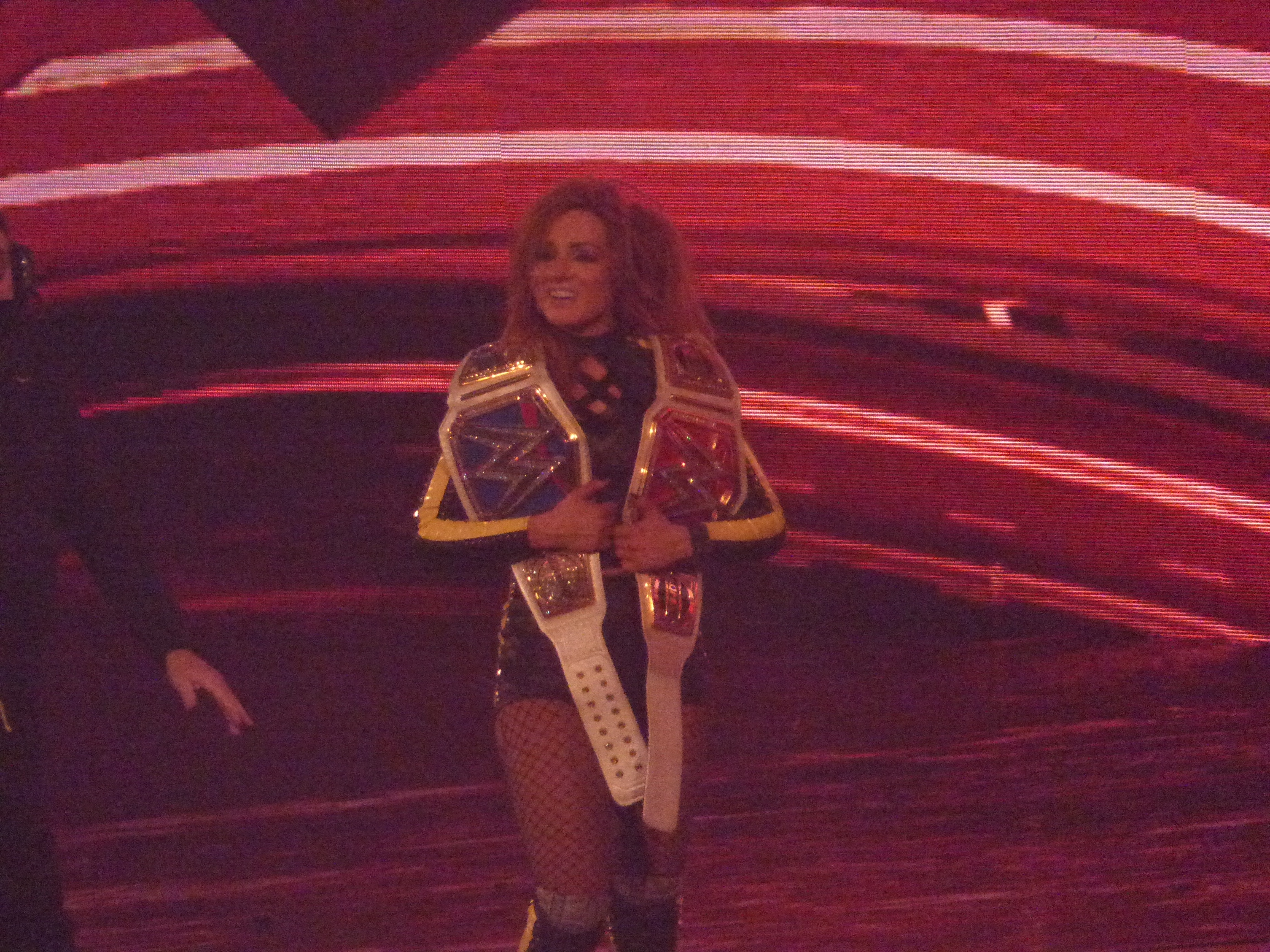
Becky Lynch nel 2019 con il WWE Raw Women's Championship e con il WWE SmackDown Women's Championship

Dopo aver cominciato una faida con Lacey Evans, fu annunciato che a Money in the Bank le due si affronteranno con in palio il Raw Women's Championship. Nella puntata di SmackDown del 23 aprile, ebbe un confronto con Charlotte Flair, dove le offrì un'opportunità per lo SmackDown Women's Championship, solo nel caso fosse riuscita a battere Bayley; Flair ne uscì vincitrice e il match fra le due per Money in the Bank venne ufficializzato. Il 13 maggio, avvenne la firma dei contratti e dopo la firma si scatenò una rissa tra le tre, che si concluse con una double powerbomb eseguita ai danni Lynch su un tavolo. Il 19 maggio, a Money in the Bank, difese con successo il Raw Women's Championship contro Evans ma, a causa dell'interferenza della stessa Evans, perse il mactc contro Flair, la quale fu poi schienata dalla neo-vincitrice del Money in the Bank Bayley, che incassò la valigetta con successo. Venne sancito un'ulteriore match titolato fra Lynch e Evans a Stomping Grounds e dopo diversi conftonti, a Stomping Grounds, batté nuovamente la sua avversaria; la stessa sera, durante il main event, colpì la stessa Evans (arbitro speciale nel match valido per lo Universal Championship fra il campione Seth Rollins e lo sfidante Baron Corbin), favorendo la vittoria del campione in carica. Nella puntata di Raw del 24 giugno, Lynch e Rollins vengono interrotti da Evans e Corbin, iniziando una rissa; al termine di essa venne annunciato che ad Extreme Rules si terrà un Mixed tag team match valevole per entrambi il Raw Women's Championship e l'Universal Championship, in un Winners Take All, dove furono i campioni a trionfare.
Nella puntata di Raw del 15 luglio, Becky assistette ad un Fatal-4-Way-Elimination match per decretare la sfidante al Raw Women's Championship tra Alexa Bliss, Carmella, Naomi e Natalya, vinto da quest'ultima ufficializzando il match per SummerSlam, che in seguito verrà trasformato in un Submission match, vinto da Lynch.
Nella puntata di Raw del 12 agosto, Becky salvò proprio Natalya da un attacco da parte della rientrante Sasha Banks, per poi subire violentemente delle sediate dalla Banks, terminata dall'intervento degli arbitri e dopo alcune settimane, venne annunciato un match titolato tra le due a Clash of Champions, dove fu sconfitta per squalifica, dopo aver colpito con una sedia sia l'arbitro che Banks. A Hell in a Cell, mantenne il titolo ancora contro Banks per sottomissione nell'omonimo match.
Nella puntata di Raw del 7 ottobre, Lynch e Flair sfidarono le nuove Women's Tag Team Champions Kabuki Warriors (Asuka e Kairi Sane) senza successo. Il 24 novembre, alle Survivor Series, Becky lottò in un champion vs. champion vs. champion Triple threat match contro la SmackDown Women's Champion Bayley e alla NXT Women's Champion Shayna Baszler, vinto da quest'ultima che sottomise Bayley. Il 1º dicembre, durante Starrcade, insieme a Charlotte Flair contro, Bayley & Sasha Banks e Alexa Bliss & Nikki Cross, tentarono l'assalto ai Women's Tag Team Championship in un Fatal 4-Way Tag Team match, dove furono le giapponesi a trionfare. Il 15 dicembre, a TLC: Tables, Ladders & Chairs, ebbero una nuova occasione di conquistare le cinture di coppia in un Tables, Ladders, and Chairs match, ma anche in questo caso le giapponesi, mantennero i titoli.
Il 26 gennaio, a Royal Rumble, difese con successo il titolo contro Asuka, riuscendo nell'impresa di batterla per la prima volta, scampando un tentativo della giapponese di utilizzare il green mist, per poi sottometterla nella Dis-arm-her. Lynch vinse anche il rematch del 10 febbraio a Raw, nonostante le interferenze di Kairi Sane. Nel post match fu brutalmente aggredita da Shayna Baszler, con cui iniziò una violenta faida e dopo che Baszler vinse l'Women's Elimination Chamber match nell'omonimo evento, ottenne una title shot per WrestleMania 36, ma anche in questo caso Lynch mantenne la cintura.
Nella puntata di Raw dell'11 maggio 2020 annunciò di essere incinta, rivelando alla vincitrice del Women's Money in the Bank, Asuka, che la valigetta era in realtà valevole per il Raw Women's Championship, consegnandole il titolo che rese vacante dopo 373 giorni di regno.

#### Regni titolati (2021–presente)
Tornò a sorpresa a SummerSlam, a causa dell'indisponibilità di Sasha Banks, attaccò Carmella (sostituta di Banks), e sfidò Bianca Belair. In seguito all'assenso della campionessa, la batté in pochi secondi e vinse lo SmackDown Women's Championship. Il 26 settembre, ad Extreme Rules, il match tra Becky e Bianca per lo SmackDown Women's Championship terminò in no-contest a causa dell'intervento di Sasha Banks. Il 4 ottobre, per effetto del Draft, Becky passò al roster di Raw.
Il 22 ottobre durante la puntata di SmackDown si scambiò il titolo con Charlotte Flair, poiché lei faceva parte del roster di Raw, mentre Flair di SmackDown, e così facendo divenne per la seconda volta Raw Women's Champion.
A Royal Rumble, il 29 gennaio, batté Doudrop mantenendo il titolo, e nel successivo episodio di Raw, fu annunciato che avrebbe dovuto difendere il titolo contro Lita ad Elimination Chamber, dove riuscì a prevalere. A WrestleMania 38, il 2 aprile, venne sconfitta da Bianca Belair perdendo così il titolo.
Il 27 febbraio 2023 a Raw, vinse il Women's Tag Team Championship insieme a Lita, dopo aver battuto ne main event della puntata Dakota Kai e Iyo Sky. Mantennero le cinture fino al 10 aprile, quando lo persero contro Raquel Rodriguez e Liv Morgan. Dopo che Lita venne aggredita nel backstage, nel main event dell'episodio di Raw del 10 aprile, fu sostituita da Trish Stratus, che difese il Women's Tag Team Championship al fianco di Lynch, ma a vincere furono Raquel Rodriguez e Liv Morgan; al termine dell'incontro, tuttavia, Stratus attaccò Lynch. Il 27 maggio, a Night of Champions, venne sconfitta da Stratus a causa dell'intervento di Zoey Stark. Il 1º luglio, a Money in the Bank, partecipò all'omonimo incontro femminile che comprendeva anche Bayley,  Iyo Sky, Trish Stratus, Zelina Vega e Zoey Stark ma il match venne vinto da Sky. La rivalità con Stratus si concluse il 2 settembre, a Payback, con la vittoria di Lynch in uno Steel cage match. Apparve poi ad NXT annunciando di voler sfidare Tiffany Stratton per l'NXT Women's Championship, riuscendo a sconfiggerla nella puntata del 12 settembre vincendo la cintura per la prima volta. Il 18 settembre, a Raw, mantenne il titolo di NXT contro Natalya. Il 30 settembre, a NXT No Mercy, conservò la cintura contro Tiffany Stratton nella rivincita in un extreme rules match. Nelle puntate di Raw del 9 e del 23 ottobre difese con successo il titolo contro Tegan Nox e Indi Hartwell. Nella puntata speciale NXT Halloween Havoc del 24 ottobre perse il titolo contro Lyra Valkyria dopo 42 giorni di regno. Il 25 novembre, a Survivor Series WarGames, Lynch, Bianca Belair, Charlotte Flair e Shotzi sconfissero le Damage CTRL in un wargames match.
Il 27 gennaio a Royal Rumble, partecipò all'omonimo incontro entrando col numero 21 ma venne eliminata da Naomi. Il 24 febbraio, ad Elimination Chamber: Perth, vinse l'elimination chamber match femminile diventando la sfidante al Women's World Championship per WrestleMania XL. Il match, che fu l'opener dell'evento, vide la campionessa mantenere il titolo Il 15 aprile Ripley dovette rendere vancante il titolo a causa di un infortunio e la settimana successiva a Raw si svolse una battle royal con in palio il Women's World Championship che Lynch vinse eliminando per ultima Liv Morgan. Perse il titolo contro la stessa Morgan il 25 maggio a King & Queen of the Ring.
Il 31 maggio 2024 il suo contratto con la WWE terminò e non avendo raggiunto l'accordo per il rinnovo, dal 1º giugno divenne una free agent.
Dopo circa dieci mesi, è tornata in WWE Il 20 aprile 2025 a WrestleMania 41 dove in coppia con Lyra Valkyria ha vinto i WWE Women's Tag Team Championship sconfiggendo Raquel Rodriguez e Liv Morgan. Becky ha preso parte al match in sostituzione di Bayley, la quale è stata attaccata nel backstage e solo due settimane si è saputo che è stata proprio "The Man". Nella puntata di Raw post WrestleMania hanno perso le cinture nella rivincita, in questa occasione Lynch attaccò a sorpresa Valkyria. A Backlash l'irlandese venne sconfitta da Valkyria in un match per il WWE Women's Intercontinental Championship. A Money in the Bank riuscì a vincere la cintura intercontinentale e la difese con successo prima a Raw contro la rientrante Bayley e poi a Evolution in un triple threat di nuovo contro Bayley e Lyra Valkyria.

## Vita privata
Dal febbraio del 2019 è impegnata in una relazione sentimentale con il collega Seth Rollins. Il 7 dicembre 2020, la coppia comunica la nascita della loro prima figlia Roux. Il 29 giugno 2021 la coppia si è sposata.

## Personaggio

### Mosse finali
- Dis-arm-her (Seated fujiwara armbar)[3]
- Manhandle Slam  (Pumphandle uranage)[3]

### Soprannomi
- "Becky 2 Belts"
- "The Irish Lass Kicker"[59]
- "Maiden Ireland"[60]
- "Big Time Becks"
- "The Man"[61]
- "Straight Fire"

## Titoli e riconoscimenti
- Elite Canadian Championship Wrestling
  - ECCW SuperGirls Championship (1)[62]
- Pro Wrestling Illustrated
  - Woman of the Year (2018)[63]
  - Woman of the Year (2019)[63]
  - Most Popular Wrestler of the Year (2019)[63]
  - 1ª tra le 100 migliori wrestler femminili nella PWI Women's 100 (2019)[64]
- Queens of Chaos
  - QOC Championship (1)[65]
- Sports Illustrated
  - 1ª tra le 10 migliori wrestler femminili dell'anno (2018)[66]
  - 1ª tra le 10 migliori wrestler femminili dell'anno (2019)[67]
- Wrestling Observer Newsletter
  - Worst Feud of the Year (2015) Team PCB vs. Team B.A.D. vs. Team Bella[68]
  - Women's MVP of the Year (2018)[69]
  - Women's MVP of the Year (2019)[69]
- WWE
  - Women's World Championship (5)[70]
  - WWE Raw Women's Championship (2)[71]
  - WWE Women's Tag Team Championship (2) – con Lita (1) e Lyra Valkyria (1)[72]
  - NXT Women's Championship (1)[38]
  - Women's Royal Rumble (edizione 2019)[73]
  - Women's Triple Crown Champion[74]
  - Women's Grand Slam Champion[75]

## Filmografia

### Cinema
- The Marine 6 - Close Quarters, regia di James Nunn (2018)[76]
- Un tipo imprevedibile 2 (Happy Gilmore 2), regia di Kyle Newacheck (2025)

### Televisione
- Vikings - serie TV, episodio 1x07 (2013) - stuntwoman
- Billions - serie TV, episodio 5x01 (2020)
- Young Rock - serie TV, episodio 3x01 (2022) - Cindy Lauper

### Doppiaggio
- Steve - Un mostro a tutto ritmo (Rumble), regia di Hamish Grieve (2021)